# Hemiergis millewae
Espèce
Hemiergis millewae est une espèce de sauriens de la famille des Scincidae.

## Répartition
Cette espèce est endémique d'Australie. Elle se rencontre en Australie-Occidentale, en Australie-Méridionale, en Nouvelle-Galles du Sud et au Victoria.

## Description
C'est un saurien vivipare.

## Publication originale
- Coventry, 1976 : A new species of Hemiergis (Scincidae: Lygosominae) from Victoria. Memoirs of the National Museum of Victoria, vol. 37, p. 23-26 (texte intégral).